# Anne Serre
Anne Serre (Bordeaux, 7 settembre 1960) è una scrittrice francese.

## Biografia e carriera letteraria
Nata a Bordeaux, ha perso la madre a dieci anni; poco dopo ha maturato l'interesse per la scrittura, come da lei stessa dichiarato: 
«Nello scrivere i miei primi racconti, da adolescente, ho scoperto che la scrittura produceva esattamente lo stesso piacere della lettura. Forse volevo semplicemente vivere nel piacere. La letteratura è il mondo in cui mi trovo bene»
Nel 1977 si è trasferita a Parigi, dove ha studiato lettere. 
Dopo i primi racconti pubblicati negli Anni Ottanta, ha esordito nel 1992 con il romanzo Le governanti (Les Gouvernantes), la cui traduzione in inglese nel 2018 ha contribuito alla notorietà internazionale dell'autrice.
Serre ha all'attivo una quindicina di romanzi e racconti, molti dei quali caratterizzati da una sperimentazione linguistica e letteraria definita sconcertante e ammaliante dalla critica; fra di essi si segnalano Voyage avec Vila-Matas, del 2017, in cui l'autore spagnolo diviene personaggio, e Au cœur d'un été tout en or, vincitore del Premio Goncourt per il racconto nel 2020.
Le sue opere sono state tradotte in inglese, spagnolo, tedesco, neerlandese e italiano.

## Opere in traduzione italiana
- I principianti, Edizioni Lindau, Torino, 2023 - ISBN 9791255840329 (Les Débutants, 2011 - trad. dal francese di Monica Rita Bedana)
- Le governanti, La nave di Teseo, Milano, 2025 - ISBN 9788834619889 (Les Gouvernantes, 1992 - trad. dal francese di Cettina Caliò)